# Plectiscidea prolata
Plectiscidea prolata là một loài tò vò trong họ Ichneumonidae.